# Josep Maria Sabata Anfruns
Josep Maria Sabata Anfruns (Barcelona, 1908-1987) fou un dirigent esportiu vinculat a les bitlles.
Va presidir la Federación Catalano-Balear de Bolos, antecedent de la Federació Catalana de Bitlles, entre 1958 i 1967. Va entrar a la federació com a vicepresident i màxim responsable de la secció de bowling. A més dels seus càrrecs a la Federació Catalana, a finals de 1964 va ser nomenat vocal delegat de la Federació Espanyola responsable de les modalitats internacionals (bowling, petanca i botxes), i el desembre de 1967, n'ocupà la vicepresidència.